# 雷門ケン坊
雷門 ケン坊（かみなりもん ケンぼう、1956年12月6日 - ）は、日本の元男性俳優、元声優、元落語家。旧芸名は吉野 謙二郎

## 人物
8代目雷門助六門下の落語家であるが、落語家の団体に所属した事はない。一時期、雷門 小助六と名乗ったこともある。
1980年代前半頃までの出演しか分からない。

## 出演作品

### テレビドラマ
- 七人の刑事 第240話「生別れ」（1966年、TBS）
- 泣いてたまるか 第1話「ラッパの善さん」 第7話「あすは死ぬぞと」（1966年、TBS / 国際放映）（吉野謙二郎　名義）
- 快獣ブースカ（1966年 - 1967年、日本テレビ / 東宝 / 円谷プロ） - メチャ太郎（吉野謙二郎　名義）
- ウルトラマン 第23話「故郷は地球」（1966年、TBS / 円谷プロ） - アキラ（吉野謙二郎　名義）
- NHK劇場 大市民（1966年、NHK） -　章
- 風 第10話「すっとび東海道」（1967年、TBS）
- ザ・ガードマン 第118話「大泥棒一家」（1967年、TBS / 大映テレビ室） - 大泥棒一家の一員
- 銭形平次 第107話「逃亡の果て」（フジテレビ / 東映京都テレビプロ） - ゲン
- 大奥 第36話「涙の馬子唄」（関西テレビ / 東映） - 捨吉
- 水戸黄門（第1部） 第10話「母恋い馬子唄」（1969年、TBS / C.A.L.） - 幸太
- 青空にとび出せ!（1969年、国際放映　/　TBS）　第12話「みんな大嫌い」 -　少年
- ママに贈る大事件（1969年、NHK、銀河テレビ小説）
- 新三匹の侍 第12話「訣れの鐘が鳴っている」（1970年、CX / 松竹） - 勘吉
- 特別機動捜査隊 （NET / 東映）
  - 第375話「鶏はふたたび鳴く」（1969年）
  - 第687話「オフ・リミットですよ」（1975年）
  - 第712話「七年目の報酬」（1975年）
  - 第750話「家出の季節」（1976年3月31日）- 黒沢仁
- 笑ってよいしょ（1969年、日本テレビ / 東映）
- 江戸巷談 花の日本橋 第1回「髪結いおしま捕物帖」（1971年、関西テレビ / 東映）
- 桃太郎侍（1976年、日本テレビ / 東映） - 仙太
- 伝七捕物帳 第107話「裏通りの鼠たち」（1976年、NTV） - 金太
- 破れ傘刀舟悪人狩り 第90話「さすらい母恋い唄」（1976年、NET / 三船プロ）
- 新五捕物帳 第35話「あした晴れるか」（1978年、NTV）

### 映画
- 喜劇 駅前探検 （1967年、東京映画） - 青二斎
- 河内遊侠伝 （1967年、東映） - 子供
- 喜劇 競馬必勝法（1967年、東映） - 大田原厳
- 肉弾（1968年、ATG） - 少年・弟
- コント55号 水前寺清子の大勝負 (1970年 松竹) - 集団就職の学生
- 青春喜劇 ハレンチ学園（1970年、日活） - 山田八十八（オヤビン）
- 銭ゲバ（1970年、東宝） - 風太郎
- まむしの兄弟 懲役十三回（1972年、東映） - チャボ松

### テレビアニメ
- サスケ（1968年、サスケ[3]）
- 紅三四郎（1969年、ケン坊）
- ダメおやじ（1974年、雨野タコ坊）
- ドン・チャック物語（1975年、コンタ）
- おじゃまんが山田くん（1980年、山田のぼる）

### 劇場アニメ
- おじゃまんが山田くん（1981年、山田のぼる）

### 特撮
- チビラくん（1970年 - 1971年、日本テレビ / 円谷プロ） - チビラの声

### バラエティ
- おはよう!こどもショー（日本テレビ） - オットくんの声

### 人形劇
- 新諸国物語より笛吹童子（1978年、NHK） - 語り：鈍作

## ディスコグラフィー
- 怪獣ゲーム（1970年、『ゴジラ・ミニラ・ガバラ オール怪獣大進撃』イメージソング）[1]
- 怪獣のクリスマス（1970年、『怪獣島の決戦 ゴジラの息子』イメージソング）[1]
- 寿限無 / おさな夫になってもいいよ（1971年）
- ダメおやじの唄（1974年、『ダメおやじ』主題歌、大泉滉と共に歌唱）